# Didaktik Gama

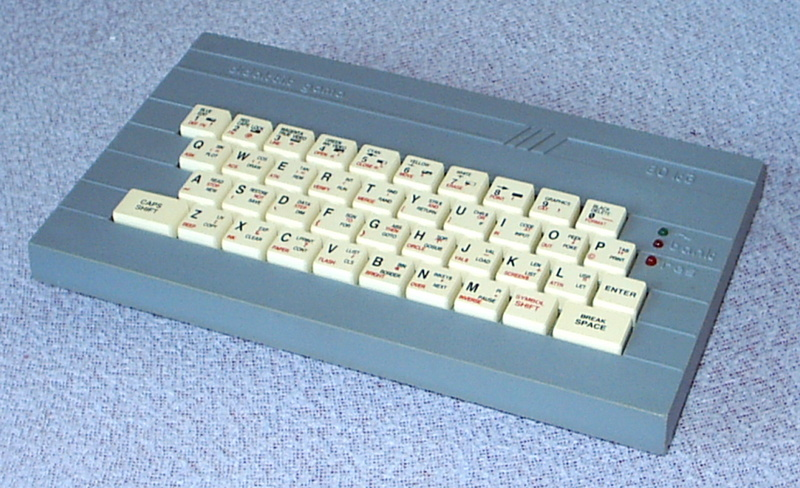
Didaktik Gama '89

Didaktik Gama je počítač z rodiny počítačů Didaktik kompatibilní s počítačem Sinclair ZX Spectrum vyráběný výrobním družstvem Didaktik Skalica. Proti ZX Spectru má rozšířenou paměť na 80 KiB a vestavěný interface 8255. Počítač používá stejný obvod ULA jako ZX Spectrum, vyráběný u firmy Ferranti. Následníkem počítače je Didaktik M.

## Varianty počítače
Počítač existuje ve třech variantách: Didaktik Gama '87, Didaktik Gama '88 a Didaktik Gama '89.

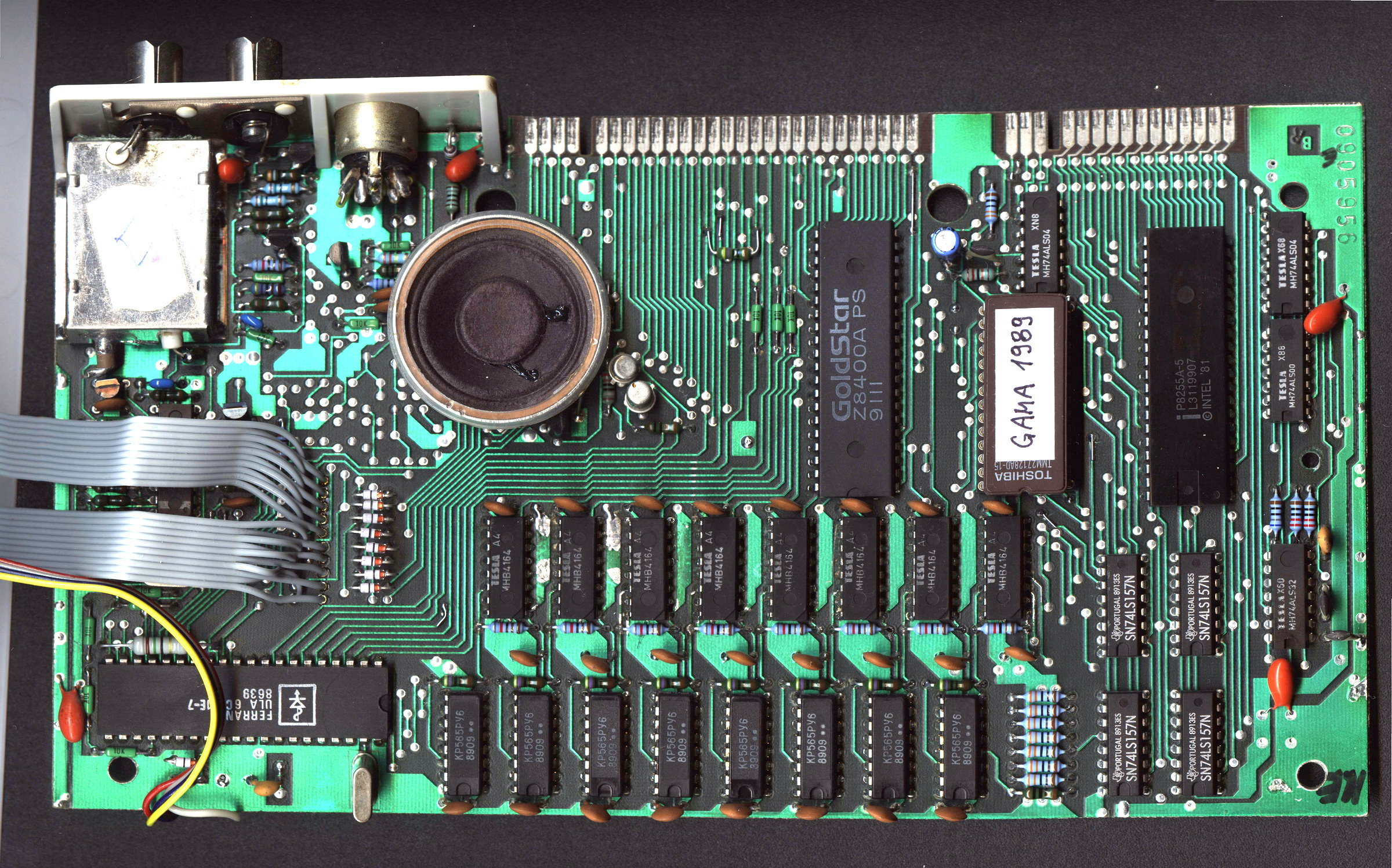
Didaktik Gama '89 základní deska

Verze '87 nemá ošetřeno přepínání paměťových stránek. Při přepínání stránek z Basicu je nutné nastavit RAMTOP na adresu 32767. V opačném případě je při přepnutí stránek odstránkován zásobník návratových adres a dojde ke zhroucení počítače. Počítač nebyl vybaven TV modulátorem, takže neposkytoval kvalitní obraz. Modelu '87 bylo vyrobeno pouze několik stovek kusů.
Stránkování bylo opraveno ve verzi '88 v obsluze příkazu OUT 127. Při zadání tohoto příkazu, kromě toho, že dojde k přepnutí paměti, je navíc přenesen obsah paměti od adresy 32765 až RAMTOP z odepnuté stránky do připnuté stránky. Počítač je vybaven modulátorem UHF a má zvlástní konektor pro signál video. Paměť RAM je tvořena dvěma typy obvodů, osmi obvody 2118 pro oblast videoram a osmi obvody 4164 pro horní polovinu paměti. Vyvedený signál /ROMCS na systémovém konektoru není oddělen odporem 680k, takže signál není možné použít k odpojení ROM. Navíc je pin 28A systémového konektoru připojen signál /A15ge (v manuálu nezmíněno), pomocí kterého je možné odpojit spodní polovinu paměti, což umožní připojit paměť vnější. Tím je umožněn provoz operačního systému CP/M. Téměř všechny integrované obvody jsou uloženy v paticích. Počítač má ve výchozím nastavení nastaven tisk přes Centronics místo tiskárny ZX Printer. To přináší problémy s nahráváním některých her, které pro skrytí hlaviček souborů při nahrávání přesměrovávají jejich tisk na tiskárnu. Jako konektor pro paralelní obvod 8255 je použit konektor FRB.
Ve verzi '89 byly opraveny chyby verze '88 a do ROM byla přidána tisková rutina. V některých zdrojích je také uváděno, že byla přidána podpora pro znaky s diakritikou a cyrilici, např. v a. V je tato informace uvedena jako nepotvrzená. Signál /ROMCS je na systémový konektor vyvedený korektně, takže je možné ho použít k odpojení ROM počítače. V paticích jsou uloženy pouze procesor, ULA a paměť ROM. Konektor FRB pro paralelní obvod 8255 byl nahrazený přímým konektorem se stejným zapojením.
Verze '87 byla vyráběna v černém obalu, od verze '88 je obal šedý.
Na rozdíl od nástupnických počítačů Didaktik M a Didaktik Kompakt, ani jedna z verzí Didaktiku Gama není vybavena konektorem pro joystick. K počítači byla ale vyráběna redukce která umožňovala připojení Kempston joysticku prostřednictvím vestavěného interface 8255.
Existují čtyři běžně používané způsoby, jak k počítači připojit prostřednictvím vestavěného interface 8255 tiskárnu s rozhraním Centronics.

## Technické informace
- procesor: UA880D (varianta procesoru Z80), 3,5 MHz,
- paměť RAM: 80 KiB,
- paměť ROM: 16 KiB,
- paralelní port 8255.

### Používané porty
| desítkově | šestnáctkově | význam                                                                |
| 254       | FE           | klávesnice, magnetofon, reproduktor, barva okraje                     |
| 31        | 1F           | brána A interface 8255                                                |
| 63        | 3F           | brána B interface 8255                                                |
| 95        | 5F           | brána C interface 8255, bit 0 brány C je použit ke stránkování paměti |
| 127       | 7F           | řídicí registr interface 8255, umožňuje také stránkovat paměť         |

### Stránkování paměti
Protože procesor Z80 umožňuje adresovat pouze 64 KiB paměti, je celá paměť RAM o velikosti 80 KiB rozdělena na dvě stránky o velikosti 32 KiB, které se připínají do adresového prostoru procesoru od adresy 32768 a stránku o velikosti 16 KiB, která je do adresového prostoru procesoru připojena trvale od adresy 16384. Od adresy 0 do 16383 je připojena paměť ROM o velikosti 16 KiB.
|  | 65535 49152 | RAM A | RAM B |
|  | 49151 32768 | RAM A | RAM B |
|  | 32767 16384 | RAM   |       |
|  | 16383 0     | ROM   |       |

Ke stránkování paměti je použit bit 0 brány C vestavěného interface 8255. Obvyklý způsob stránkování je pomocí příkazu OUT 127,x, kde x je buď 0 nebo 1.

## Domácí úpravy počítače
Protože zvolený způsob stránkování existuje pouze u počítače Didaktik Gama, není mnoho programů, které by využívaly i druhou stránku paměti. Vzniklo proto několik úprav počítače:
- možnost připojit jednu paměťovou stránku od adresy 0 (kompatibilní s rozšířením paměti ZX Spectra podle Lamače),[11]
- Didaktik Gama 192KB - varianta počítače ZX Spectrum 128K rozšířená o dalších 64 KiB paměti RAM.[12]

## Monitor
Jako monitor sloužil televizní přijímač.
Didaktik Gama se často dodával s televizorem Tesla 4160AB Merkur (televizor), vyráběném v těch samých letech v n.p. Tesla Orava.